# Pomacentrus lepidogenys
Pomacentrus lepidogenys är en fiskart som beskrevs av Fowler och Bean 1928. Pomacentrus lepidogenys ingår i släktet Pomacentrus och familjen Pomacentridae. Inga underarter finns listade i Catalogue of Life.
Arten når en längd av upp till 90 mm. Kroppen har en grå färg och ryggfenan samt delar av stjärtfenan är gula. Födan utgörs av alger och smådjur. I ryggfenan förekommer 13 taggstrålar och 14 till 15 mjukstrålar. Antalet taggstrålar i analfenan är två och där finns 14 till 15 mjukstrålar.
Utbredningsområdet sträcker sig från Andamanerna och Sumatra över Australien till södra Japan och öar i sydvästra Stilla havet. Pomacentrus lepidogenys dyker till ett djup av 12 meter. Den hittas i laguner, vid korallrev och vid klippor. Arten söker närheten av korallerna Pocillopora damicornis, Stylophora pistillata och av släktet Acropora. Livslängden är sällan längre än fyra år. Under parningstiden bildas par. Honor lägger ägg som fästas vid föremål. Platsen med ägg bevakas av hannen.
Beståndet påverkas av korallrevens försvinnande. Flera exemplar fångas och säljs som akvariefisk. IUCN listar arten nåra hotad (NT).